# Saturnuspassage
Saturnuspassage benämns det som inträffar när planeten Saturnus passerar framför solen sett från Uranus eller Neptunus. Saturnus kan då ses som en liten svart skiva som långsamt rör sig över solens yta. 
Saturnuspassager är ovanliga planetpassager, beroende på de långa synodiska perioderna, drygt 45 år från Uranus horisont och drygt 35 år från Neptunus horisont. Solens skenbara storlek är dessutom endast 1,7 bågminuter från Uranus och ytterligare något mindre från Neptunus.Planeternas inbördes inklination är 1,9 grader för Uranus och 0,97 grader för Neptunus.

## Saturnuspassager från Uranus
Nästa Saturnuspassage från Uranus inträffar den 8 april 2 669  och den förra inträffade 4635 f. Kr.
| Datum för maximum   | Typ av passage | Varaktighet |
| ------------------- | -------------- | ----------- |
| 18 juli 4635 f. Kr. | Central        | 32 h 58 m   |
| 8 april 2669        | Central        | 37 h 28 m   |

## Saturnuspassager från Neptunus
Nästa Saturnuspassage från Neptunus inträffar den 29 maj 2 061 och den förra inträffade den 26 april 88 e. Kr.
| Datum för maximum       | Typ av passage | Varaktighet |
| ----------------------- | -------------- | ----------- |
| 26 november 2460 f. Kr. | Perifer        | 4 h 35 m    |
| 6 maj 1886 f. Kr.       | Central        | 33 h 59 m   |
| 16 maj 487 f. Kr.       | Perifer        | 16 h 13 m   |
| 26 april 88 e. Kr.      | Central        | 32 h 45 m   |
| 29 maj 2061             | Central        | 30 h 08 m   |
| 6 oktober 3459          | Central        | 38 h 34 m   |
| 15 september 5432       | Central        | 35 h 38 m   |